# Syrphoctonus vitreus
Syrphoctonus vitreus är en stekelart som först beskrevs av Dasch 1964.  Syrphoctonus vitreus ingår i släktet Syrphoctonus och familjen brokparasitsteklar. Inga underarter finns listade i Catalogue of Life.